# Monotonía
«Monotonía» es una canción de la cantautora colombiana Shakira con el puertorriqueño Ozuna. Fue lanzada el 19 de octubre de 2022 por Sony Music Latin, como el segundo sencillo del duodécimo álbum de estudio del primero, Las mujeres ya no lloran (2024). La letra fue escrita por el compositor colombiano Kevyn Cruz, mayormente conocido como Keityn. Las melodías fueron creadas por Keityn, Alejandro Valencia, Cristian Álvarez, Sergio Robledo junto con la participación adicional de Albert Hype, Shakira y Ozuna. Fue producida por Ciey, Nep, Albert Hype y Keityn. Shakira intervino en la producción también.

## Antecedentes y lanzamiento
El 6 de octubre de 2022, Shakira comenzó a publicar en sus redes sociales mensajes crípticos sobre nueva música inminente. El primero decía «No fue culpa tuya». Al día siguiente, Shakira publicó un video de seguimiento que decía «Ni tampoco mía». El video final de estos adelantos decía "Fue culpa de la monotonía".
Después de estas publicaciones, Shakira reveló un adelanto del video musical de la canción que mostraba a alguien pisando un corazón. El sencillo se anunció oficialmente el 9 de octubre de 2022 y su lanzamiento fue el 19 de octubre de 2022.

## Grabación y composición
Contrario a los rumores y especulaciones hechas por los medios de comunicación y los fans, la letra de «Monotonía» no fue escrita por Shakira. La artista participó en la producción de la canción y en la composición de las melodías en conjunto con el resto de colaboradores, pero no está acreditada como letrista. La letra fue escrita en su totalidad por el compositor colombiano Keityn al menos un año antes de ofrecerle la maqueta a Shakira. Por lo tanto la canción no está inspirada en su pasada relación con el futbolista Gerard Piqué, a diferencia de lo especulado mediáticamente. En una entrevista, Keityn afirmó que, cerca del lanzamiento de la canción, Shakira actualizó la línea «Me dejaste por tu narcisismo...» que originalmente era «Fuimos víctimas del egoísmo», siendo esta la única contribución de Shakira a la letra. Shakira ha sido abierta antes sobre sufrir la condición de bloqueo del escritor desde que se volvió madre y el inicio de su antigua relación con Piqué. Monotonía se convierte así en apenas la canción n°. 14 en la que no fungió como letrista de su catálogo de más de 145 canciones.

## Video musical
El video musical se filmó entre el 10 y el 11 de septiembre de 2022 en Manresa, Barcelona. El 8 de octubre de 2022, Shakira publicó un adelanto del video musical de alguien pisando un corazón, además de un mensaje que decía «Nunca dije nada, pero me dolía. Yo sabía que esto pasaría». En la actualidad el vídeo en YouTube cuenta con más de 100 millones de reproducciones en tan solo 23 días de su lanzamiento, siendo el vídeo en español más visto en ese 2022.

## Posicionamiento en listas
| Lista (2022)                       | Mejor posición |
| ---------------------------------- | -------------- |
| Colombia (Monitor Latino)          | 8              |
| El Salvador (Monitor Latino)       | 4              |
| España (PROMUSICAE)                | 3              |
| Paraguay (Monitor Latino)          | 15             |
| Perú (Monitor Latino)              | 18             |
| Estados Unidos (Billboard Hot 100) | 65             |
| Hot Latin Songs                    | 3              |
| Latin Airplay                      | 1              |
| Tropical Airplay                   | 1              |
| Latin Digital Songs Sales          | 1              |
| Latin Streaming Songs              | 4              |
| Argentina Billboard Hot 100        | 7              |
| Billboard Global 200               | 18             |
| Billboard Excl.US.                 | 14             |